# Traité d'interdiction partielle des essais nucléaires
Pour les articles homonymes, voir Traité de Moscou.
- Signé et ratifié
- Adhère aux clauses ou en voie de signer
- Seulement signé
- Non signé

 Voir le traité sur Wikisource
Traité sur l'Antarctique (1959) Traité de l'espace (1967)
Le traité d'interdiction partielle des essais nucléaires, signé le 5 août 1963 à Moscou peu de temps après la crise de Cuba (début de la Détente), porte sur l'interdiction des essais d'armes nucléaires dans l'atmosphère, dans l'espace extra-atmosphérique et sous l'eau. Les essais souterrains ne sont pas compris dans l'interdiction, à la condition qu'ils n'entraînent pas la présence de déchets radioactifs hors des limites territoriales de l'État qui a procédé aux essais. Ce traité est précédé d'un moratoire observé par le Royaume-Uni, l'URSS et les États-Unis depuis novembre 1958 puis d'un premier traité en 1960.
Le but premier du traité est avant tout de lutter contre la prolifération nucléaire en empêchant les États de procéder aux expérimentations nucléaires qui leur sont nécessaires pour mettre au point leurs armes atomiques, sans restriction pour les États la possédant déjà, notamment la France et la Chine, qui le récusèrent vivement. En tablant sur un argument écologique (afin d'éviter la radioactivité), les deux superpuissances espéraient également s'attirer le soutien du tiers-monde.
En juillet 1963, l'URSS donne son accord pour signer avec les États-Unis et le Royaume-Uni le traité, condamnant les efforts de la Chine pour développer la bombe et devenant l'un des ennemis de la Chine qui se définit alors comme le seul pays détenant la vérité du communisme et qualifiant les autres de révisionnistes.

## Parties au traité

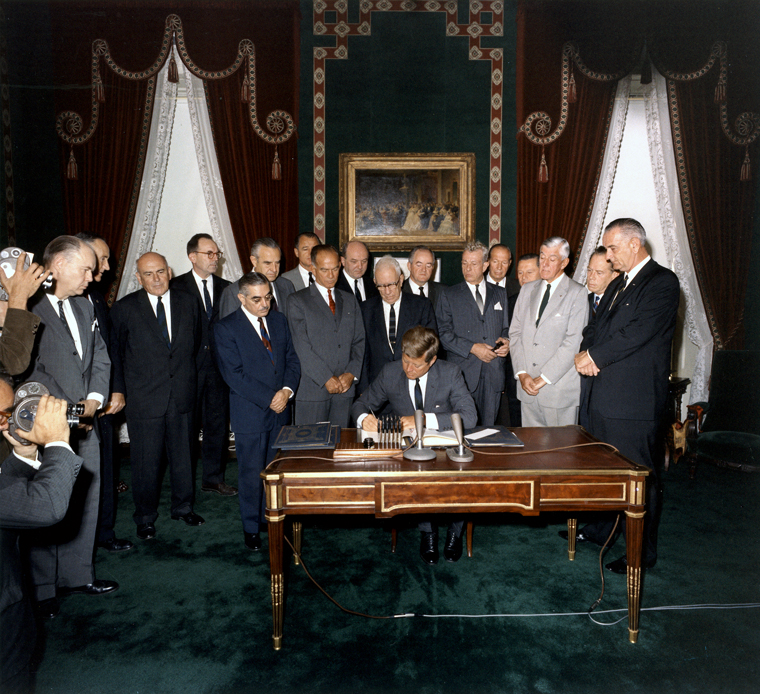
Le président Kennedy signe le traité le 7 octobre 1963 à Washington D.C.

Les États-Unis, l'URSS et le Royaume-Uni l'ont immédiatement ratifié. La France et la Chine ne s'y sont pas ralliées de prime abord, mais depuis 1980 en respectent les dispositions. L'Inde l'a aussi signé.
Il a été complété depuis par le traité d'interdiction complète des essais nucléaires.

### Textes officiels
- « Traité interdisant les essais d'armes nucléaires dans l'atmosphère, dans l'espace extra-atmosphérique et sous l'eau », sur ONU - Recueil des traités, 2020 (consulté le 24 janvier 2020)

### Autres ouvrages et documents
- (en) Harold Karan Jacobson et Eric Stein, Diplomats, Scientists, and Politicians : The United States and the Nuclear Test Ban Negotiations, University of Michigan Law School, 1966 (lire en ligne).